# DEEN LIVE JOY COMPLETE 2002-2004
『DEEN LIVE JOY COMPLETE 2002-2004』(ディーン・ライブ・ジョイ・コンプリート 2002-2004)は、音楽ユニットDEENの2006年4月26日にリリースした7作目の映像作品。完全予約限定生産の3枚組DVDとして発売された。

## 作品の解説
DEEN LIVE JOY -Break 6 〜Birthday eve〜の2002年12月29日に行われた渋谷公会堂公演と2004年1月28日に韓国延世大学100周年記念館で行われたDEEN LIVE JOY -Break 8 at Seoul 〜Lookin' for Utopia〜、2004年8月28日によみうりランドオープンシアターEASTで行われたDEEN ONE DAY LIVE '04 -END of SUMMER-の模様がそれぞれ3枚に分けて収録されている。また、このライブ映像の一部はDEEN THE GREATEST CLIPS 1998-2002、25thシングル翼を風に乗せて〜fly away〜初回限定盤(エンハンストCD仕様)に収録されている。
ブックレットも付属していて、前半にはライブの一部を切り取ったものが収められていて、後半には現在(リリースされた頃なのでDEEN LIVE JOY -Break 10 〜BEST OF DEEN キセキ〜を終えたところまで)にいたるまでのインタビューが書かれている。
それと学園祭ライブやDEEN LIVE JOY -Break 3 〜The 15 DAYs〜、DEEN LIVE JOY -Break 7 〜10th Carnival〜のセットリストが書かれている。

## 収録映像曲

### DVD 01
DEEN LIVE JOY -Break 6 〜Birthday eve〜 2002年12月29日 渋谷公会堂
1. Break it!
2. Bridge 〜愛の言葉 愛の力〜
3. Birthday eve 〜誰よりも早い愛の歌〜
4. i...
5. I say to my love
6. YOU GOTTA KICK
7. ひとりじゃない
8. Power of Love / 銀色の夢 〜All over the world〜
「Power of Love」の2番のサビまで歌ったら「銀色の夢 〜All over the world〜」の1番のA･Bメロと最後のサビを歌い、「Power of Love」の最後を歌う。
9. Tears on Earth
10. IT'S AMAZING!!
田川伸治のソロ。「GLOBAL GROOVE」の楽曲である。
11. 空色ソーダ
山根公路のソロ。
12. magic
13. 空もハレルヤ
14. 瞳そらさないで
15. 果てない世界へ
16. We can change the world
17. Call your name
18. Memories
19. Take your hands
20. もみの木の下で･･･

### DVD 02
DEEN LIVE JOY -Break 8 at Seoul 〜Lookin' for Utopia〜 2004年1月18日 韓国延世大学100周年記念館
1. 瞳そらさないで
2. ひとりじゃない
3. Rock my heart
4. Someday
5. ユートピアは見えてるのに
6. このまま君だけを奪い去りたい
7. 思いきり 笑って
8. 永遠をあずけてくれ
「Classics One WHITE Christmas time」に収録されているヴァージョンに近い形で披露されている。
9. 空もハレルヤ
10. 星の雫
11. PLANET EARTH
田川伸治のソロ。「GLOBAL GROOVE」の楽曲である。
12. 空色ソーダ
13. Bridge 〜愛の言葉 愛の力〜
14. Medlay <Memories　〜 SUNSHINE ON SUMMER TIME 〜 LOVE FOREVER 〜 君さえいれば 〜 手ごたえのない愛 〜 Soul inspiration>
DEEN LIVE JOY -Break 7 〜10th Carnival〜で披露された形に近い。(Break 7においては最初に「Burning my soul」を演奏している。)
15. We can change the world
16. 翼を風に乗せて 〜fly away〜
17. 眠ったままの情熱
18. 翼を広げて
19. いくつものありがとう

### DVD 03
DEEN ONE DAY LIVE '04 -END of SUMMER- 2004年8月28日 よみうりランドオープンシアターEAST
1. レールのない空へ
2. 瞳そらさないで
3. SUNSHINE ON SUMMER TIME
4. Summer breeze
5. Paradise
6. Blue eyes
7. このまま君だけを奪い去りたい
8. 君がいない夏
9. 遠い日のシャボン玉
10. OCEAN
11. 夏の終わりのひとりごと
山根公路のソロ。
12. BYAKU-YA
田川伸治のソロ。「GLOBAL GROOVE」の楽曲である。
13. ミラクルボーイ!
14. ひとりじゃない
15. 眠ったままの情熱
16. Good Good Time!!
17. MY LOVE
18. STRONG SOUL
19. 夢であるように
20. 月光の渚
21. Power of Love

## メンバー
- 池森秀一：ボーカル
- 山根公路：キーボード(アコースティックコーナーおよびソロにおいてギター)
- 田川伸治：ギター

## サポートメンバー
- 宮野和也：ベース
- HIDE：ドラム
- 入日茜：コーラス(DVD 02まで出演)
- ko-saku：コーラス(DVD 02まで出演)